# Castle of Mey

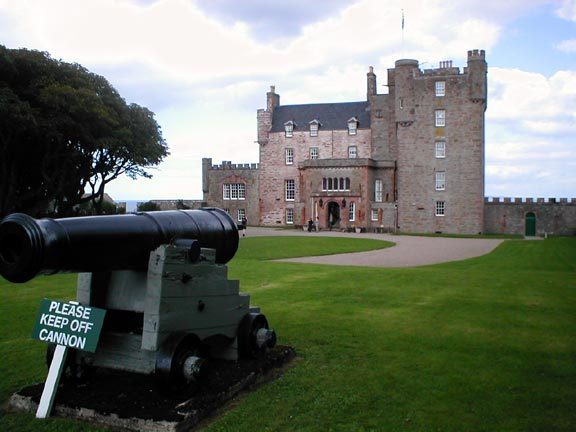
Castle of Mey

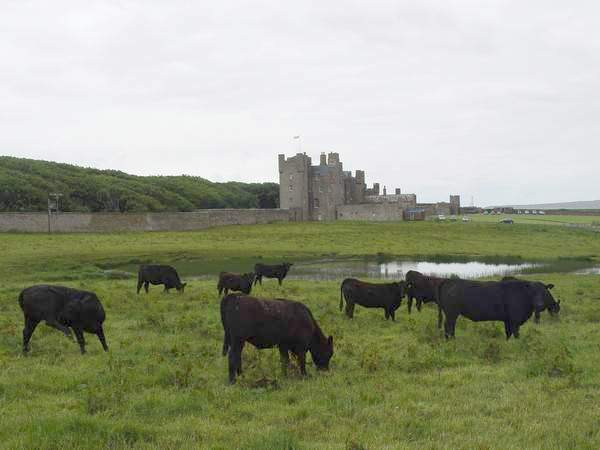
Castle of Mey, Seeseite

Das Castle of Mey (früher Barrogill Castle genannt) liegt im äußersten Nordosten Schottlands nahe John o’ Groats in der Grafschaft Caithness.
Das Schloss wurde im 16. Jahrhundert von George Sinclair, 4. Earl of Caithness, gebaut. Bis Ende des 19. Jahrhunderts wurde es von den Earls of Caithness als Residenz genutzt, dann aber außerhalb der Familie vererbt und die Anlage verfiel teilweise. Bei gutem Wetter sind vom Schloss aus die Orkney-Inseln zu sehen.
1952 kaufte Königin Elizabeth („Queen Mum“), die Witwe des kurz zuvor verstorbenen Königs Georg VI., das Anwesen. Sie war in Schottland aufgewachsen und fühlte sich in der Abgeschiedenheit heimisch. Es war die einzige Immobilie, die ihr je selbst gehörte. Sie ließ das Castle of Mey grundlegend renovieren. Unter anderem versah sie es erstmals mit Strom- und Wasseranschluss. Es wurde von ihr von 1955 bis zu ihrem Tode (30. März 2002 in Windsor) als Urlaubsdomizil meist in den Monaten August und Oktober genutzt.
Entsprechend den testamentarischen Vorgaben wurde nach ihrem Tode im Jahre 2002 der Queen Elizabeth Castle of Mey Trust gegründet, der das Anwesen nun verwaltet. Es ist der Öffentlichkeit zugänglich, wenn es nicht von Mitgliedern der königlichen Familie benutzt wird. In der Zeit als Prince of Wales hielt sich hier Charles III. in der Regel Anfang August eine Woche lang auf.
Im Schloss soll der Geist der grünen Lady spuken. Dabei soll es sich um die Tochter von George Sinclair, 5. Earl of Caithness (1566–1643) handeln. Diese hatte sich in einen Landarbeiter verliebt und wurde deshalb von ihrem Vater auf dem Schlossboden eingesperrt. Aus Liebeskummer stürzte sie sich aus einem Fenster zu Tode.
1987 wurden die Außenanlagen in das Inventory of Gardens and Designed Landscapes in Scotland aufgenommen. Castle of Mey ist Denkmal der höchsten Kategorie A. Sein Torhaus ist als Kategorie-B-Denkmal geschützt.